# Bruine grassluiper
De bruine grassluiper (Amytornis purnelli) is een zangvogel uit de familie Maluridae (elfjes).

## Verspreiding en leefgebied
Deze vogel is endemisch in Australië, waar hij voorkomt in oostelijk-centraal West-Australië, zuidwestelijk Noordelijk Territorium en noordwestelijk Zuid-Australië.

## Status
De grootte van de populatie is niet gekwantificeerd maar de soort wordt omschreven als plaatselijk vrij algemeen. Op de Rode lijst van de IUCN heeft deze soort de status niet bedreigd.